# Formanodendron
Formanodendron, monotipski biljni rod iz porodice bukovki. Jedina vrsta je F. doichangensis, drvo iz jugozapadnog i južnog Yunnana i sjevernog Tajlanda. Ponekad se uključuje u rod Trigonobalanus

## Sinonimi
- Quercus doichangensis A.Camus; Bull. Soc. Bot. Fr. 80: 355, as ´daichangensis´
- Trigonobalanus doichangensis (A.Camus) Forman; Kew Bull. 17: 387 (1964)